# V481 Близнецов
V481 Близнецов (лат. V481 Geminorum) — двойная затменная переменная звезда типа W Большой Медведицы (EW) в созвездии Близнецов на расстоянии приблизительно 960 световых лет (около 294 парсек) от Солнца. Видимая звёздная величина звезды — от +12,25m до +11,68m. Орбитальный период — около 0,3409 суток (8,1806 часа).

## Характеристики
Первый компонент — жёлтый карлик спектрального класса G. Радиус — около 1,16 солнечного, светимость — около 1,304 солнечной. Эффективная температура — около 5720 К.
Второй компонент — жёлтый карлик спектрального класса G.